# Heinrich de Ahna

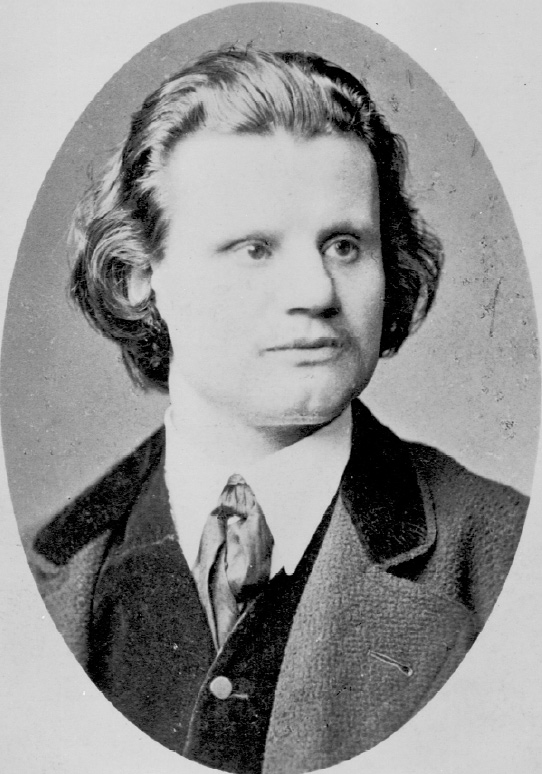
Heinrich de Ahna.

Heinrich Karl Hermann de Ahna, född 22 juni 1835 i Wien, död 1 november 1892 i Berlin, var en tysk-österrikisk violinvirtuos.
de Ahna var redan som tolvåring känd i Wien och London, blev konsertmästare vid kungliga kapellet i Berlin och professor vid den av Joseph Joachim nygrundade musikhögskolan. de Ahna var en genial kammarmusiker och en förträfflig andreviolinist i den berömda Joachim-kvartetten.